# NPO 1 Extra
NPO 1 Extra (voorheen NPO Best, Best 24 en HilversumBest) is een themakanaal van de Publieke Omroep waarop programma’s te zien zijn die de afgelopen zestig jaar werden uitgezonden door de Publieke Omroep.
De zender bestaat sinds 1 december 2006 en is een initiatief van Han Peekel. Tussen 1 augustus 2016 tot 24 december 2018 deelde NPO 1 Extra de zendtijd met NPO Zapp Xtra. Sinds 25 december 2018 is er weer een 24-uurs programmering.

## Programmering
NPO 1 Extra zendt programma’s uit die door de omroepen uit het publieke bestel zijn gemaakt. Het grootste gedeelte van deze programma’s komt uit de archieven van het Nederlands Instituut voor Beeld en Geluid.
Inhoudelijk gezien was NPO 1 Extra sinds 2012 voornamelijk gericht op programma’s uit de jaren tachtig en negentig van de vorige eeuw. Televisieprogramma’s uit de andere decennia komen in de lopende programmering regelmatig voorbij in ingekorte of gecompileerde versies.
Sinds 1 augustus 2016 is dit gewijzigd naar hoofdzakelijk programma's uit de jaren '00.
NPO 1 Extra had jarenlang een lineaire programmering met veel vaste programmatitels in vooravond. De soap Onderweg Naar Morgen en de komedieserie Zeg ‘ns AAA waren lange tijd dagelijks te zien op NPO 1 Extra. Daarnaast komen er veel andere bekende programmatitels langs. Zoals:
- Flikken Maastricht
- Tussen Kunst & Kitsch
- De Schreeuw van de Leeuw
- Eén tegen 100
- TROS TV Show
- Sonja op...
- Barend en Witteman
- Inspector Lynley Mysteries

NPO 1 Extra maakte ook plaats in haar programmering voor grote evenementen als Alpe d'HuZes, het Koningsconcert en hulpacties voor goede doelen. Ook werd er regelmatig aandacht besteed aan het Eurovisiesongfestival en programma’s rondom het koningshuis. Traditioneel gezien was april de Oranjemaand op NPO 1 Extra. Sinds 1 augustus 2016 is deze aanvullende programmering geschrapt.
Vanaf de opheffing van NPO Nieuws op 15 december 2021, werden het NOS Jeugdjournaal met gebarentolk en het achtuurjournaal met gebarentolk in principe uitgezonden op NPO Politiek en Nieuws. Er werd echter regelmatig uitgeweken naar NPO 1 Extra, wegens gelijktijdige debatten in de Tweede Kamer. Sinds 1 oktober 2022 is NPO 1 Extra de vaste plek voor de gebarentolkuitzendingen.

### Eigen producties
NPO 1 Extra maakt zelf ook programma’s in samenwerking met diverse omroepen. Voorbeelden hiervan zijn:
- Na het Nieuws (2018-2020) - Talkshow met Renze Klamer. Iedere werkdag om 20.30 uur na het achtuurjournaal.
- TV Monument (2006-heden, diverse omroepen, NPO 1) - Han Peekel maakt vanaf de start van het themakanaal portretten van bekende televisiepersoonlijkheden en programmatitels die in de loop der jaren televisiegeschiedenis hebben geschreven. Deze portretten gingen bij NPO 1 Extra in première en worden tegenwoordig voor het eerst uitgezonden op NPO 1. Peekel heeft meer dan negentig afleveringen van dit programma gemaakt, onder andere over André van Duin, Liesbeth List, Adèle Bloemendaal, Ramses Shaffy en programma’s als Kopspijkers en Ook dat nog.
- Heb je dat gezien? (2011-2012, Omroep MAX, Nederland 1) - In het kader van 60-jarig jubileum van televisie in Nederland, is het televisieprogramma Heb je dat gezien? gemaakt. Aan de hand van archiefmateriaal worden bijzondere momenten uit de geschiedenis van de Nederlandse televisie in herinnering gebracht. De serie heeft 110 afleveringen van 15 tot 20 minuten. De commentaarstem is van Vincent van Engelen.
- De Eerste keer (2011, NCRV, Nederland 1) - In deze tiendelige serie wordt met zestig bekende Nederlanders teruggeblikt op zestig jaar televisiegeschiedenis. Bekende televisiemakers vertellen over hun programma's en de herinneringen eraan. Hun verhalen worden geïllustreerd met archiefmateriaal. In iedere aflevering stond een bepaald televisiegenre centraal.
- Kijk ons nou (2013, NCRV, Nederland 1) - Een programma over de Nederlandse levensstijl door de jaren heen waarin bekende Nederlanders herinneringen ophalen aan onderwerpen als vakantie, schooltijd, kleding en uitgaan. De interviews worden geïllustreerd met smalfilmbeelden vanaf de jaren vijftig en aangevuld met fragmenten uit Polygoonjournaals en tv-programma's. De geïnterviewden zijn: cabaretière Karin Bloemen, oud-doelman Hans van Breukelen, acteur Edo Brunner, cabaretière Soundos El Ahmadi, actrice Nelly Frijda, cabaretier Jeroen van Merwijk, presentator Koos Postema, actrice Halina Reijn, acteur Patrick Stoof, cabaretier Roué Verveer en columniste Sylvia Witteman.
- MAX TV Wijzer (2012-2015, Omroep MAX, Nederland 1) - In dit wekelijkse praatprogramma dat NPO Best in samenwerking met Omroep MAX maakt, wordt aandacht besteed aan televisieprogramma's die te zien zijn op de publieke zenders en de themakanalen. Daarnaast wordt er teruggeblikt op televisieprogramma's uit het verleden. Het programma wordt gepresenteerd door Koos Postema.
- Wat een Drama (2014, NCRV, Nederland 1) - Wat een drama is een zevendelige serie waarin teruggeblikt wordt op Nederlandse dramaseries. In elke aflevering staat een dramaserie centraal. Samen met makers en acteurs worden locaties bezocht die belangrijk waren voor de dramaserie waaraan zij meewerkten. In het programma staan ontmoetingen tussen hoofdpersonages en makers uit de dramaserie centraal. Dramaseries die belicht worden in het programma zijn: Floris, Oud Geld, De zomer van '45, Willem van Oranje, Het Wassende Water en Dagboek van een Herdershond. De makers met wie er wordt teruggeblikt zijn onder anderen: Joop van den Ende, Jo De Meyere, Maria Goos, Marcel Musters, Gijs Scholten van Aschat, Thom Hoffman, Bram van Erkel, Renée Fokker, Paul Verhoeven, Jeroen Krabbé, Sjoerd Pleijsier en Linda van Dyck.

Daarnaast werden er ook regelmatig speciale programma’s gemaakt omtrent jubilea, overlijden en grote evenementen. Voorbeelden hiervan zijn het TV afscheid van Maartje van Weegen en het in memoriam van televisiepresentator Herman Emmink.
In december 2012 maakte NPO 1 Extra de documentaire Het Metropole Orkest: Spelen met Vuur, over de geschiedenis van dit omroeporkest dat in haar voortbestaan werd bedreigd. Naar aanleiding van het 25-jarig jubileum van de dramaserie Medisch Centrum West werd in 2013 de documentaire ‘Het Geheim van Medisch Centrum West’ gemaakt dat later door de TROS werd uitgezonden.

### Visual radio
Sinds 1 oktober 2021 werd op de vrijdagavond van 19.00 - 22.00 uur de visual radio van het programma Partij voor de Vrijdag uitgezonden. Bijzonder is dat dit een radioprogramma is van NPO 3FM. Dit radioprogramma is naar eigen zeggen: "niet alleen om naar te luisteren, maar ook om naar te kijken." Partij voor de Vrijdag is gestopt in september 2022. Sinds 28 maart 2022 worden er ook radioprogramma’s van de ochtend en middag van NPO Radio 1 uitgezonden op de zender, zoals Spraakmakers, Sven op 1 en De Nieuws BV.

#### Serious Request & Top 2000
In de week voor Kerst komt radiozender NPO 3FM jaarlijks in actie met 3FM Serious Request. Sinds 2019 zendt NPO 1 Extra de visual radio van deze radiozender 24/7 uit. De jaren ervoor was dit op NPO 3 Extra te zien. Echter zijn er sinds 2022 wel onderbrekingen voor het NOS Jeugdjournaal om 19.00 uur en het achtuurjournaal met gebarentaal.
Tussen Kerst en Oud en Nieuw wordt de jaarlijkse Top 2000 van NPO Radio 2 ook non-stop live uitgezonden op NPO 1 Extra, met beelden vanuit het Top 2000-café in het Nederlands Instituut voor Beeld en Geluid.

## Trivia
In 2011 was NPO 1 Extra initiatiefnemer van de TV Canon die werd samengesteld naar aanleiding van het 60-jarig bestaan van de Nederlandse televisie. Het programma Man Bijt Hond werd door het publiek gekozen als het meest beeldbepalende programma in zestig jaar televisiegeschiedenis. Als prijs werd de televisietoren van Hilversum omgedoopt tot de ‘Man Bijt Hond-toren’. De uitreiking van de prijs vond plaats tijdens het Televizier-Ring Gala van 2012. Actrice Monique van de Ven reikte de prijs uit aan Michael Abspoel, de bekende stem van Man Bijt Hond.

## Beeldmerk

Logo van de zender toen deze nog HilversumBest heette. Gebruikt van 1 december 2006 t/m mei 2009.
Logo van de zender toen deze nog HilversumBest heette, zoals getoond tijdens programma's. Gebruikt van 1 december 2006 t/m mei 2009.
Logo van de zender toen deze nog Best 24 heette. Gebruikt van mei 2009 t/m 10 maart 2014.
Logo van de zender toen deze nog NPO Best heette. Gebruikt 10 maart 2014 t/m 26 maart 2018.
Logo van de zender sinds 26 maart 2018.